# Kjetil Bjerkestrand
Kjetil Bjerkestrand, född den 18 maj 1955 i Kristiansund, är en norsk kompositör, arrangör, producent och musiker. Han har ofta samarbetat med den norska popgruppen a-ha.

## Filmmusik i urval
- 1993 – Huvudet över vattnet
- 2000 – Sleepwalker
- 2002 – Karlsson på taket
- 2005 – Deadline Torp (TV-serie)